# Bol d'or (voile)
Pour les articles homonymes, voir Bol d'or (homonymie).
Le Bol d'or ou Bol d'Or du Léman est une régate se déroulant à la mi-juin sur le lac Léman. Il est organisé par la Société nautique de Genève. La compétition, qui traverse le lac Léman sur toute sa longueur (Genève/Port-Noir - Le Bouveret - Genève/Port-Noir), est ouverte à tous les voiliers appartenant aux classes ACVL et à la classe LX (monocoque libre, de 5,50 m à 14,20 m de long).

## Histoire

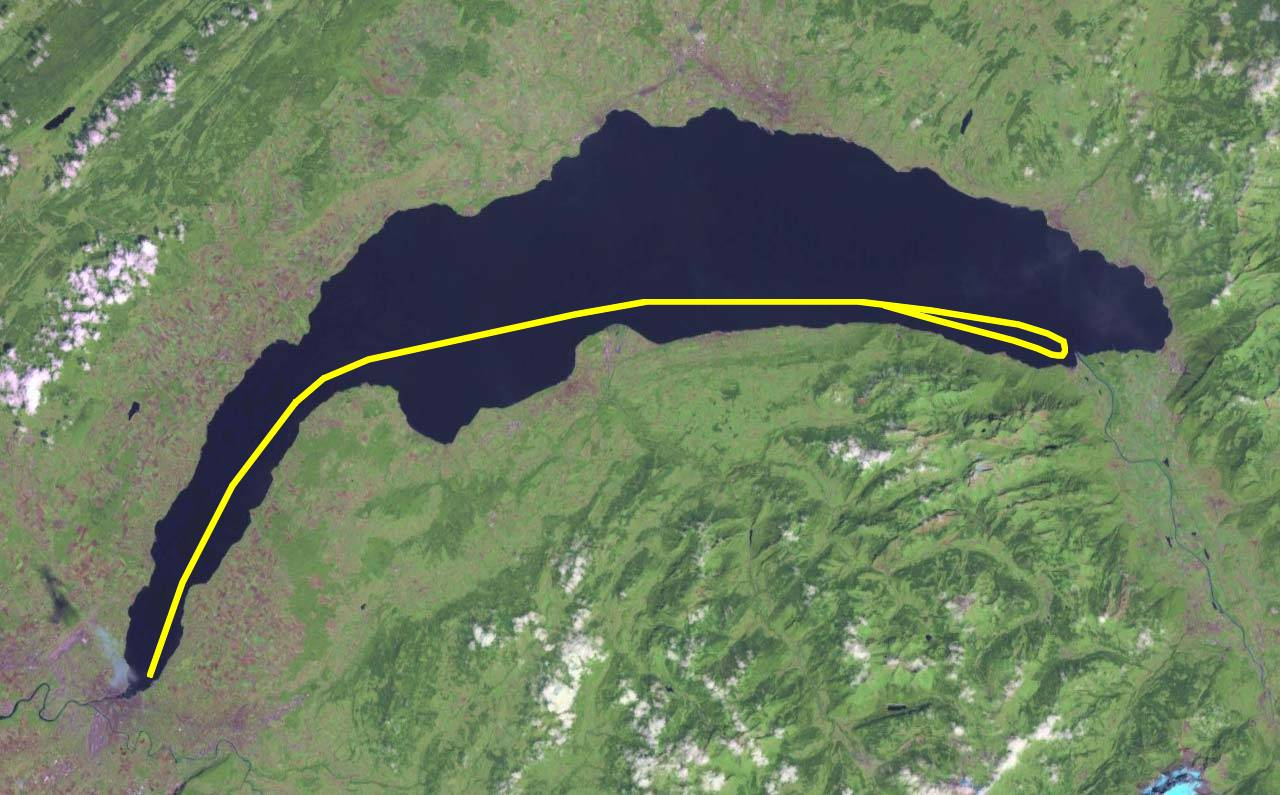
Parcours du Bol d'or.

Organisé la première fois avec 26 concurrents le 22 juillet 1939, le Bol d'or rassemble aujourd'hui près de 600 voiliers sur sa ligne de départ. Avec ses 125 kilomètres ou 66,5 milles marins de long, il est la plus importante régate en bassin fermé au monde.
Le vainqueur en temps réel remporte le challenge Bol d'or, qui est remis en jeu chaque année, à moins qu'il ne soit gagné trois fois en cinq ans par le même propriétaire ou association de propriétaires. Seuls trois bateaux ont réussi ce défi : le Marie-José II de Horace Julliard (1961, 1962 et 1963), le Altaïr IX de Philippe Stern (1980, 1982 et 1984) et l'Alinghi d'Ernesto Bertarelli (1997, 2000 et 2001).
Le trophée Bol de Vermeil récompense exclusivement le premier monocoque franchissant la ligne d'arrivée. Comme pour le challenge Bol d'or, il doit être remporté trois fois en cinq ans pour être définitivement conservé par le vainqueur, sans quoi il est remis en jeu chaque année. Seul l'Ita92/Raffica réussit cette performance depuis 1996, date à laquelle ce trophée est mis en jeu.

## Palmarès
| 1939 | Ylliam IV                                                      | Fred Firmenich                                                           | 6 Metre                                                        | 23 h 08 min 34 s                                               |                                                                |                                                                |                                                                |                                                                |
| 1940 | Ylliam IV                                                      | Fred Firmenich                                                           | 6 Metre                                                        | 25 h 07 min 05 s                                               |                                                                |                                                                |                                                                |                                                                |
| 1941 | Freya                                                          | Frank L'Huillier                                                         | 6 Metre                                                        | 25 h 33 min 50 s                                               |                                                                |                                                                |                                                                |                                                                |
| 1942 | Freya                                                          | Frank L'Huillier                                                         | 6 Metre                                                        | 28 h 53 min 58 s                                               |                                                                |                                                                |                                                                |                                                                |
| 1943 | Bonite II                                                      | André Held                                                               | 6 Metre                                                        | 29 h 39 min 25 s                                               |                                                                |                                                                |                                                                |                                                                |
| 1944 | Véga                                                           | Édouard Thévand                                                          | 6 Metre                                                        | 23 h 11 min 35 s                                               |                                                                |                                                                |                                                                |                                                                |
| 1945 | Britta                                                         | Charles Specker                                                          | 6 Metre                                                        | 30 h 29 min 36 s                                               |                                                                |                                                                |                                                                |                                                                |
| 1946 | Zanzibar                                                       | G. Reuge                                                                 | Cruiser A                                                      | 29 h 59 min 10 s                                               |                                                                |                                                                |                                                                |                                                                |
| 1947 | Borée II                                                       | Pierre Bigar                                                             | 6 Metre                                                        | 21 h 03 min 20 s                                               |                                                                |                                                                |                                                                |                                                                |
| 1948 | Éole                                                           | R. Séchaud                                                               | 6 Metre                                                        | 20 h 56 min 12 s                                               |                                                                |                                                                |                                                                |                                                                |
| 1949 | Glana                                                          | Henri Guisan                                                             | 8 Metre                                                        | 21 h 17 min 30 s                                               |                                                                |                                                                |                                                                |                                                                |
| 1950 | Glana                                                          | Henri Guisan                                                             | 8 Metre                                                        | 16 h 25 min 41 s                                               |                                                                |                                                                |                                                                |                                                                |
| 1951 | Ylliam VIII                                                    | André Firmenich - Ch. Stern                                              | 6 Metre                                                        | 25 h 46 min 11 s                                               |                                                                |                                                                |                                                                |                                                                |
| 1952 | Silène III                                                     | André Maus                                                               | 6 Metre                                                        | 29 h 25 min 08 s                                               |                                                                |                                                                |                                                                |                                                                |
| 1953 | Ylliam VIII                                                    | André Firmenich                                                          | 6 Metre                                                        | 26 h 41 min 10 s                                               |                                                                |                                                                |                                                                |                                                                |
| 1954 | Atalante II                                                    | Maurice Bovey                                                            | 6 Metre                                                        | 27 h 11 min 47 s                                               |                                                                |                                                                |                                                                |                                                                |
| 1955 | Glana                                                          | Henri Guisan                                                             | 8 Metre                                                        | 21 h 19 min 36 s                                               |                                                                |                                                                |                                                                |                                                                |
| 1956 | Ylliam IX                                                      | André Firmenich - Louis Noverraz                                         | 6 Metre                                                        | 11 h 04 min 57 s                                               |                                                                |                                                                |                                                                |                                                                |
| 1957 | Borée III                                                      | Pierre Bigar                                                             | 6 Metre                                                        | 26 h 18 min 04 s                                               |                                                                |                                                                |                                                                |                                                                |
| 1958 | Ylliam IX                                                      | André Firmenich - Jean Zuberer                                           | 6 Metre                                                        | 16 h 14 min 44 s                                               |                                                                |                                                                |                                                                |                                                                |
| 1959 | Taïaut                                                         | Fred Urfer                                                               | 6 Metre                                                        | 24 h 26 min 33 s                                               |                                                                |                                                                |                                                                |                                                                |
| 1960 | Valvins V                                                      | Jean Zuberer                                                             | 6 Metre                                                        | 22 h 20 min 15 s                                               |                                                                |                                                                |                                                                |                                                                |
| 1961 | Marie-José II                                                  | Horace Julliard - Henri Copponex                                         | 8 Metre                                                        | 17 h 59 min 30 s                                               |                                                                |                                                                |                                                                |                                                                |
| 1962 | Marie-José II                                                  | Horace Julliard - Henri Copponex                                         | 8 Metre                                                        | 31 h 54 min 49 s                                               |                                                                |                                                                |                                                                |                                                                |
| 1963 | Marie-José II                                                  | Horace Julliard - Henri Copponex                                         | 8 Metre                                                        | 23 h 40 min 28 s                                               |                                                                |                                                                |                                                                |                                                                |
| 1964 | Diane                                                          | Fred Jecker                                                              | 6 Metre                                                        | 26 h 24 min 33 s                                               |                                                                |                                                                |                                                                |                                                                |
| 1965 | Diane                                                          | Fred Jecker                                                              | 6 Metre                                                        | 27 h 34 min 20 s                                               |                                                                |                                                                |                                                                |                                                                |
| 1966 | Sylphe                                                         | J. Auberson - E. Christeler                                              | 6 Metre                                                        | 23 h 17 min 40 s                                               |                                                                |                                                                |                                                                |                                                                |
| 1967 | Véga                                                           | Philippe Gilliéron                                                       | 6 Metre                                                        | 27 h 23 min 10 s                                               |                                                                |                                                                |                                                                |                                                                |
| 1968 | Le Tigre                                                       | Vanney - Rochat - Vallicary - Daenger                                    | 8 Metre                                                        | 20 h 28 min 55 s                                               |                                                                |                                                                |                                                                |                                                                |
| 1969 | Le Tigre                                                       | Vanney - Rochat - Vallicary - Daenger                                    | 8 Metre                                                        | 18 h 56 min 30 s                                               |                                                                |                                                                |                                                                |                                                                |
| 1970 | Margot II                                                      | Arne Tengblad                                                            | 75 m suédois                                                   | 26 h 40 min 00 s                                               |                                                                |                                                                |                                                                |                                                                |
| 1971 | Toucan XI                                                      | Marcel Stern                                                             | Toucan                                                         | 15 h 28 min 00 s                                               |                                                                |                                                                |                                                                |                                                                |
| 1972 | Samaoui                                                        | Daniel Girardet                                                          | Toucan                                                         | 19 h 12 min 00 s                                               |                                                                |                                                                |                                                                |                                                                |
| 1973 | Sansoucis                                                      | René Luthi                                                               | Toucan                                                         | 21 h 48 min 27 s                                               |                                                                |                                                                |                                                                |                                                                |
| 1974 | Méphisto III                                                   | Jean-Jacques Eternod                                                     | Toucan                                                         | 27 h 36 min 05 s                                               |                                                                |                                                                |                                                                |                                                                |
| 1975 | Toucan XII                                                     | Marcel Stern                                                             | Toucan                                                         | 23 h 21 min 05 s                                               |                                                                |                                                                |                                                                |                                                                |
| 1976 | Sansnom                                                        | Henri Breitenmoser                                                       | Toucan                                                         | 26 h 01 min 28 s                                               |                                                                |                                                                |                                                                |                                                                |
| 1977 | Altaïr VII                                                     | Philippe Stern - Philippe Durr                                           | Toucan                                                         | 14 h 11 min 42 s                                               |                                                                |                                                                |                                                                |                                                                |
| 1978 | Psaros                                                         | Jean Psarofaghis                                                         | Toucan                                                         | 18 h 00 min 04 s                                               |                                                                |                                                                |                                                                |                                                                |
| 1979 | Zoé                                                            | Fernand Isabella                                                         | Améthyste                                                      | 12 h 56 min 00 s                                               |                                                                |                                                                |                                                                |                                                                |
| 1980 | Altaïr IX                                                      | Philippe Stern - Philippe Durr                                           | Trimaran                                                       | 15 h 27 min 06 s                                               |                                                                |                                                                |                                                                |                                                                |
| 1981 | Zoé                                                            | Fernand Isabella                                                         | Améthyste                                                      | 16 h 09 min 20 s                                               |                                                                |                                                                |                                                                |                                                                |
| 1982 | Altaïr X                                                       | Philippe Stern - Philippe Durr                                           | Trimaran                                                       | 08 h 40 min 01 s                                               |                                                                |                                                                |                                                                |                                                                |
| 1983 | Holly Smoke                                                    | Albert Schiess                                                           | Trimaran                                                       | 17 h 56 min 30 s                                               |                                                                |                                                                |                                                                |                                                                |
| 1984 | Altaïr XI                                                      | Philippe Stern - Philippe Durr                                           | Trimaran                                                       | 09 h 24 min 20 s                                               |                                                                |                                                                |                                                                |                                                                |
| 1985 | Altaïr XI                                                      | Philippe Stern - Philippe Durr                                           | Catamaran                                                      | 08 h 37 min 45 s                                               |                                                                |                                                                |                                                                |                                                                |
| 1986 | Altaïr XI                                                      | Philippe Stern - Philippe Durr                                           | Catamaran                                                      | 07 h 20 min 55 s                                               |                                                                |                                                                |                                                                |                                                                |
| 1987 | Oiseau Roc 4                                                   | Pierre Muskens                                                           | Catamaran                                                      | 08 h 48 min 57 s                                               |                                                                |                                                                |                                                                |                                                                |
| 1988 | Voiles Gautier                                                 | Édouard Kessi - Gérard Gautier                                           | Catamaran                                                      | 13 h 56 min 40 s                                               |                                                                |                                                                |                                                                |                                                                |
| 1989 | Le Matin                                                       | Gérard Gautier (2) - Édouard Kessi (2)                                   | Catamaran                                                      | 06 h 57 min 33 s                                               |                                                                |                                                                |                                                                |                                                                |
| 1990 | Happycalopse                                                   | Marc-Édouard Landolt (2) - Philippe Cardis                               | Trimaran                                                       | 16 h 26 min 00 s                                               |                                                                |                                                                |                                                                |                                                                |
| 1991 | Happycalopse                                                   | Marc-Édouard Landolt (2) - Philippe Cardis (2)                           | Trimaran                                                       | 14 h 20 min 45 s                                               |                                                                |                                                                |                                                                |                                                                |
| 1992 | Altaïr XII                                                     | Philippe Stern - Philippe Durr                                           | Catamaran                                                      | 10 h 50 min 02 s                                               |                                                                |                                                                |                                                                |                                                                |
| 1993 | Ylliam                                                         | Pierre-Yves Firmenich                                                    | Trimaran                                                       | 06 h 19 min 11 s                                               |                                                                |                                                                |                                                                |                                                                |
| 1994 | Triga 4                                                        | Peter Leuenberger - Gérard Gautier (3) - Édouard Kessi (3) - Elie Ohayon | Trimaran                                                       | 05 h 01 min 51 s                                               |                                                                |                                                                |                                                                |                                                                |
| 1995 | Happycalopse                                                   | Marc-Édouard Landolt (3) - Philippe Cardis (3)                           | Trimaran                                                       | 15 h 12 min 24 s                                               |                                                                |                                                                |                                                                |                                                                |
| 1996 | Kamhsin                                                        | Alain Golaz - Pierre Bonjour                                             | Catamaran                                                      | 07 h 28 min 37 s                                               |                                                                |                                                                |                                                                |                                                                |
| 1997 | Alinghi                                                        | Ernesto Bertarelli - Pierre-Yves Jorand                                  | Trimaran                                                       | 06 h 54 min 09 s                                               |                                                                |                                                                |                                                                |                                                                |
| 1998 | Ylliam                                                         | Pierre-Yves Firmenich (2)                                                | Catamaran                                                      | 13 h 50 min 33 s                                               |                                                                |                                                                |                                                                |                                                                |
| 1999 | Happycalopse                                                   | Philippe Cardis (4)                                                      | Trimaran                                                       | 10 h 52 min 04 s                                               |                                                                |                                                                |                                                                |                                                                |
| 2000 | Alinghi                                                        | Ernesto Bertarelli (2) - Pierre-Yves Jorand (2)                          | Catamaran                                                      | 06 h 15 min 56 s                                               |                                                                |                                                                |                                                                |                                                                |
| 2001 | Alinghi                                                        | Ernesto Bertarelli (3) - Pierre-Yves Jorand (3)                          | Catamaran                                                      | 08 h 57 min 11 s                                               |                                                                |                                                                |                                                                |                                                                |
| 2002 | Alinghi                                                        | Ernesto Bertarelli (4)                                                   | Catamaran                                                      | 12 h 07 min 34 s                                               |                                                                |                                                                |                                                                |                                                                |
| 2003 | Alinghi                                                        | Ernesto Bertarelli (5)                                                   | Catamaran                                                      | 09 h 56 min 53 s                                               |                                                                |                                                                |                                                                |                                                                |
| 2004 | Team Red Zebra 5                                               | Étienne David                                                            | Décision 35                                                    | 08 h 59 min 02 s                                               |                                                                |                                                                |                                                                |                                                                |
| 2005 | Okalys                                                         | Nicolas Grange - Loïck Peyron                                            | Décision 35                                                    | 16 h 29 min 43 s                                               |                                                                |                                                                |                                                                |                                                                |
| 2006 | Banque Gonet                                                   | Quinodoz & Co. - Russell Coutts                                          | Décision 35                                                    | 11 h 45 min 20 s                                               |                                                                |                                                                |                                                                |                                                                |
| 2007 | Okalys                                                         | Nicolas Grange - Loïck Peyron (2)                                        | Décision 35                                                    | 10 h 05 min 25 s                                               |                                                                |                                                                |                                                                |                                                                |
| 2008 | Zebra 7 - GP                                                   | Association Zebra 7 - Franck Cammas                                      | Décision 35                                                    | 09 h 34 min 16 s                                               |                                                                |                                                                |                                                                |                                                                |
| 2009 | Foncia                                                         | Alain Gautier - Michel Desjoyeaux                                        | Décision 35                                                    | 19 h 33 min 26 s                                               |                                                                |                                                                |                                                                |                                                                |
| 2010 | Ladycat                                                        | Dona Bertarelli                                                          | Décision 35                                                    | 16 h 49 min 57 s                                               |                                                                |                                                                |                                                                |                                                                |
| 2011 | Alinghi 1                                                      | Ernesto Bertarelli (6)                                                   | Décision 35                                                    | 06 h 25 min 50 s                                               |                                                                |                                                                |                                                                |                                                                |
| 2012 | Realstone                                                      | Jérôme Clerc                                                             | Décision 35                                                    | 10 h 52 min 28 s                                               |                                                                |                                                                |                                                                |                                                                |
| 2013 | Zenith Fresh...!                                               | Jean-Philippe Bucher - Christophe Péclard                                | Ventilo M1                                                     | 12 h 30 min 29 s                                               |                                                                |                                                                |                                                                |                                                                |
| 2014 | Ladycat-Spindrift                                              | Dona Bertarelli (2) - Yann Guichard                                      | Décision 35                                                    | 05 h 38 min 18 s                                               |                                                                |                                                                |                                                                |                                                                |
| 2015 | Team Tilt                                                      | Alex Schneiter - Sébastien Schneiter                                     | Décision 35                                                    | 12 h 05 min 58 s                                               |                                                                |                                                                |                                                                |                                                                |
| 2016 | Ladycat-Spindrift                                              | Dona Bertarelli (3) - Xavier Revil                                       | Décision 35                                                    | 08 h 31 min 10 s                                               |                                                                |                                                                |                                                                |                                                                |
| 2017 | Alinghi 1                                                      | Ernesto Bertarelli (7)                                                   | Décision 35                                                    | 05 h 11 min 00 s                                               |                                                                |                                                                |                                                                |                                                                |
| 2018 | Mobimo                                                         | Christian Wahl                                                           | Décision 35                                                    | 14 h 14 min 02 s                                               |                                                                |                                                                |                                                                |                                                                |
| 2019 | Ladycat powered by Spindrift Racing                            | Yann Guichard (2)                                                        | Décision 35                                                    | 10 h 36 min 21 s                                               |                                                                |                                                                |                                                                |                                                                |
| 2020 | Édition annulée en raison de la pandémie de Covid-19 en Suisse | Édition annulée en raison de la pandémie de Covid-19 en Suisse           | Édition annulée en raison de la pandémie de Covid-19 en Suisse | Édition annulée en raison de la pandémie de Covid-19 en Suisse | Édition annulée en raison de la pandémie de Covid-19 en Suisse | Édition annulée en raison de la pandémie de Covid-19 en Suisse | Édition annulée en raison de la pandémie de Covid-19 en Suisse | Édition annulée en raison de la pandémie de Covid-19 en Suisse |
| 2021 | Demole                                                         | Bertrand Demole                                                          | TF35                                                           | 12 h 49 min 27 s                                               |                                                                |                                                                |                                                                |                                                                |
| 2022 | W-Team                                                         | Christian Wahl (2)                                                       | Décision 35                                                    | 12 h 24 min 16 s                                               |                                                                |                                                                |                                                                |                                                                |
| 2023 | W-Team                                                         | Christian Wahl (3)                                                       | Décision 35                                                    | 17 h 14 min 02 s                                               |                                                                |                                                                |                                                                |                                                                |
| 2024 | Sales of Change 8                                              | Yann Guichard                                                            | TF 35                                                          | 6 h 22 min 24 s                                                |                                                                |                                                                |                                                                |                                                                |

## Podiums des éditions depuis 2005

### 2005
- 67e édition (11-12 juin)
  - 500 bateaux participants avec notamment :
    - Russell Coutts
    - Ellen MacArthur
    - Loïck Peyron

  - 1er, Okalys D35 (Grange-Peyron), 16 h 29 min 43 s

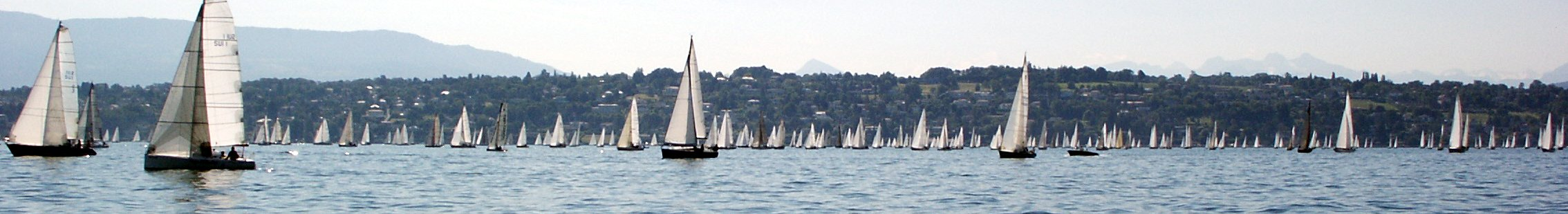
Participants de l'édition 2005 peu après le départ.

  - 2e, Ferrier Lullin (Cardis)
  - 3e, Cadence (Demole)

### 2006
- 68e édition
  - Vainqueur : Banque Gonet (Décision 35) barré par Russell Coutts en 12 h 45 min 20 s
  - 2e : Julius Bär (Décision 35) barré par Philippe Cardis
  - 3e : Okalys (Décision 35) barré par Nicolas Grange

### 2007
- 69e édition du 15 au 17 juin
  - 525 bateaux participants
  - 1er, Okalys, Nicolas Grange / Loïck Peyron, en 10 h 05 min 25 s
  - 2e, Alinghi, Ernesto Bertarelli, en 10 h 16 min 40 s
  - 3e, Axiom, Ass. Zebra 7 / E. David en 10 h 22 min 38 s

### 2008
- 70e édition du 13 au 15 juin
  - 527 bateaux participants
  - 1er, Zebra 7, Franck Cammas, 9 h 34 min 16 s
  - 2e, Team Parmigiani, Michel Vaucher
  - 3e, Alinghi, Ernesto Bertarelli

### 2009
- 71e édition du 13 au 15 juin
  - 549 bateaux participants

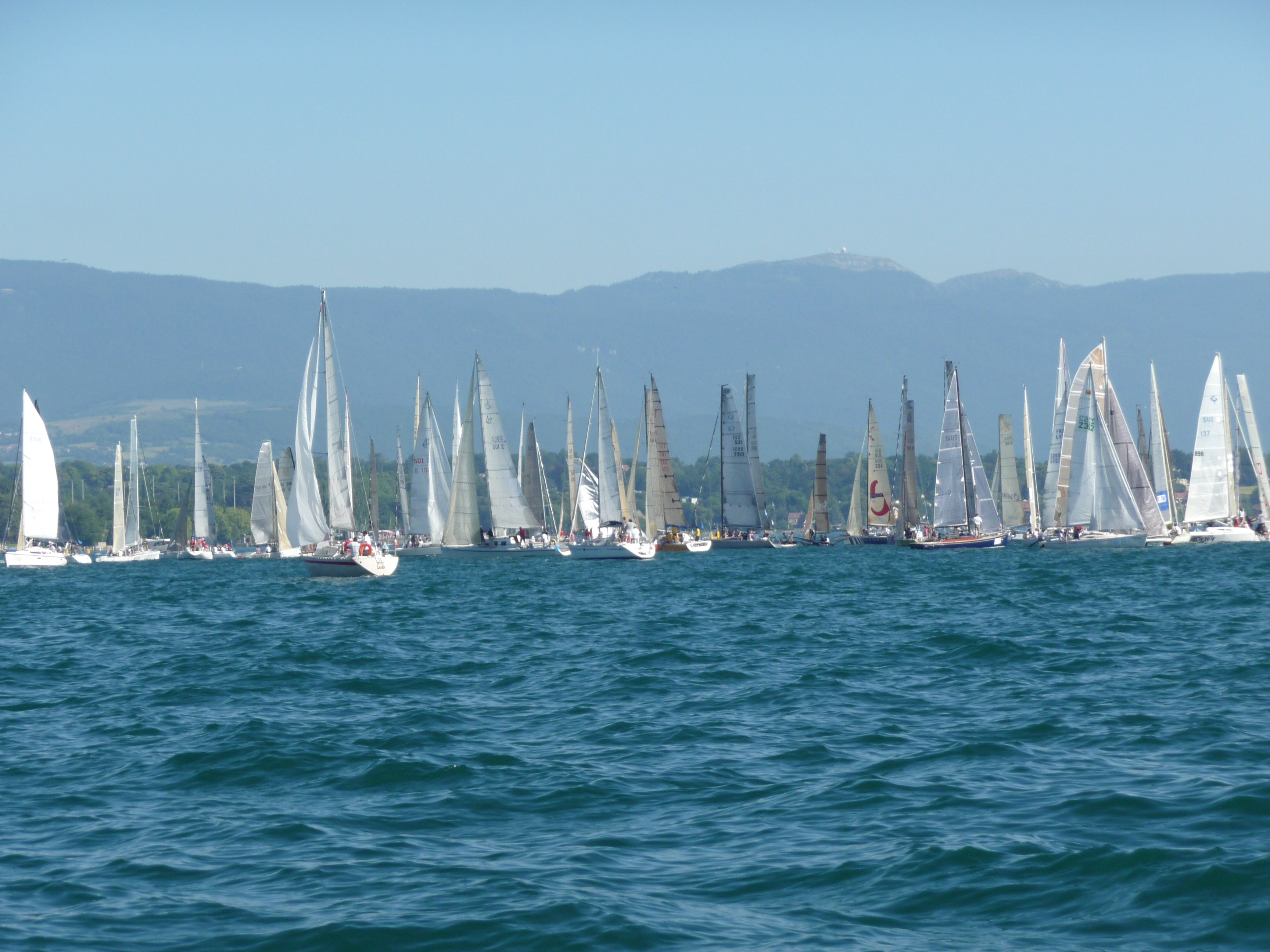
Départ du Bol d'Or 2009.

  - 1er, Foncia, Alain Gautier, 19 h 33 min 26 s
  - 2e, Smart Home, Christian Michel, 19 h 34 min 34 s
  - 3e, Okalys, Nicolas Grange, 19 h 36 min 54 s

À noter que ce Bol d'or a été l'un des plus longs de l'histoire, avec seulement 64 bateaux sur 550 à franchir la ligne d'arrivée dans les temps.

### 2010
- 72e édition
  - 501 bateaux participants, 183 arrivés avant clôture.
  - Victoire de Ladycat (Décision 35), skippé par Dona Bertarelli
  - 2e place pour Banque Populaire (Décision 35) barré par Pascal Bidégorry
  - 3e place pour SAFRAM (Ventilo M2) barré par Yann Guichard[9].

### 2011
- 73e édition du 17 juin au 19 juin
  - Vainqueur : Alinghi 1 (Décision 35) skippé par Ernesto Bertarelli, en 6 h 25 min 50 s
  - 2e place pour Foncia (Décision 35) barré par Michel Desjoyeaux
  - 3e place pour Ylliam (Décision 35) barré par Arnaud Psarofaghis

### 2012
- 74e édition
  - Vainqueur : Realstone (Décision 35) skippé par Jérôme Leclerc, en 10 h 52 min 28 s
  - 2e place pour De Rham (Décision 35) barré par Philippe Cardis
  - 3e place pour Zen Too (Décision 35) barré par Fred Le Peutrec

### 2013
- 75e édition
  - Vainqueur : Zenith Fresh (Ventilo M1) skippé par Jean-Philippe Bucher en 12 h 30 min 29 s
  - 2e place pour Team SUI-9 (Décision 35) barré par Christian Wahl
  - 3e place pour Alinghi (Décision 35) barré par Ernesto Bertarelli

### 2014
- 76e édition

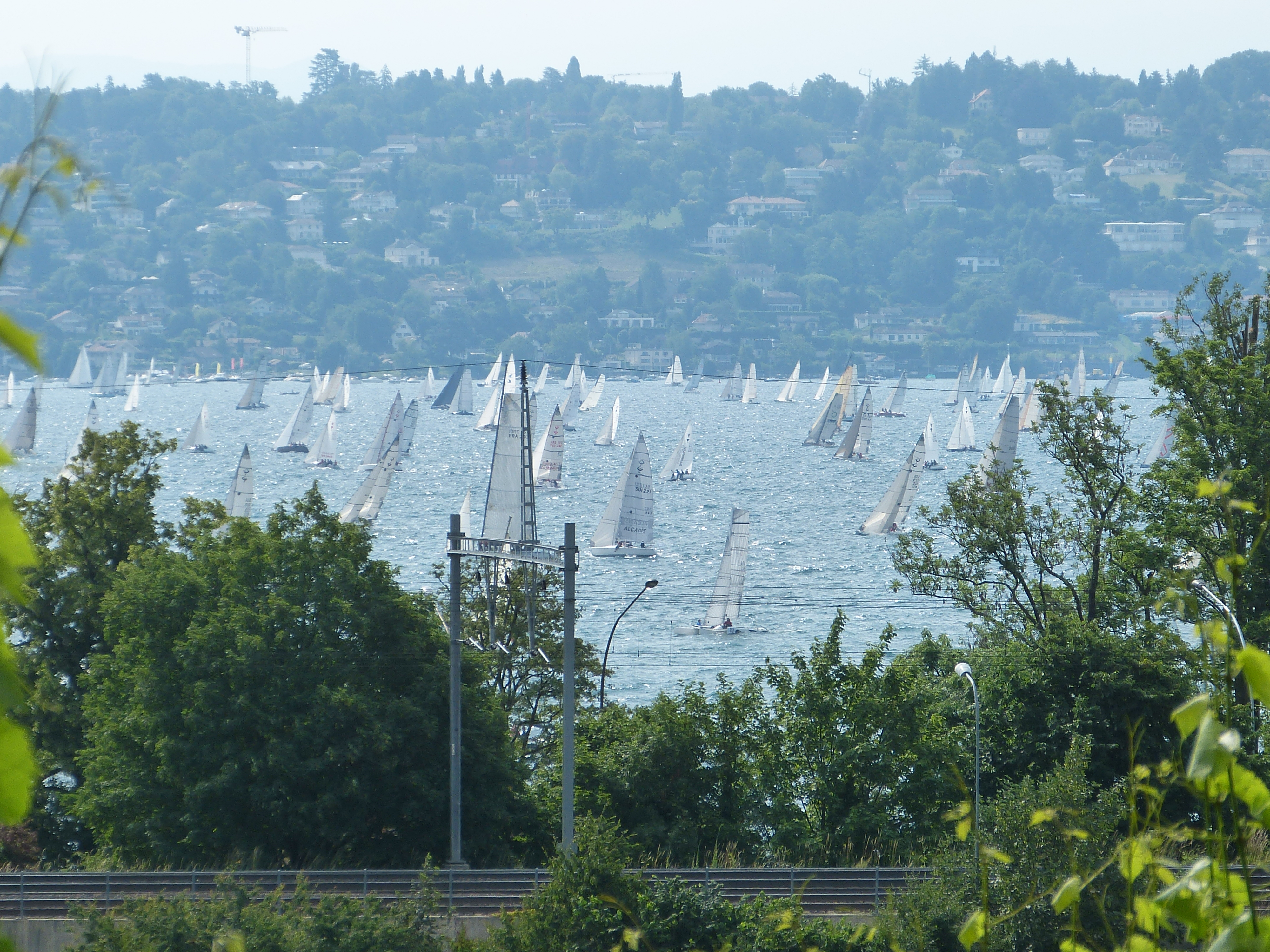
Départ du Bol d'Or 2014 vu depuis Genthod.

  - Vainqueur : Ladycat (Décision 35) skippé par Dona Bertarelli, en 5 h 38 min 18 s
  - 2e place pour Realstone (Décision 35) barré par Jérôme Clerc
  - 3e place pour Alinghi (Décision 35) barré par Ernesto Bertarelli

### 2015
- 77e édition
  - Vainqueur : Team Tilt (Décision 35) skippé par Sébastien Schneiter, en 12 h 05 min 58 s
  - 2e place pour Alinghi 1 (Décision 35) barré par Ernesto Bertarelli
  - 3e place pour Ladycat powered by Spindrift Racing (Décision 35) barré par Dona Bertarelli

### 2016
- 78e édition
  - Vainqueur : Ladycat powered by Spindrift Racing (Décision 35) barré par Xavier Revil en 8 h 31 min
  - 2e place : Alinghi (Décision 35) barré par Ernesto Bertarelli
  - 3e place : Mobimo skippé par Christan Wahl

### 2017
- 79e édition
  - Vainqueur : Alinghi (Décision 35) barré par Ernesto Bertarelli en 5 h 11 min 00 s
  - 2e place : Ladycat (Décision 35) barré par Dona Bertarelli en 5 h 12 min 34 s
  - 3e place : Realteam (GC 32) skippé par Jérôme Clerc en 5 h 19 min 23 s

### 2018
- 80e édition
  - Vainqueur : Mobimo (Décision 35) barré par Christian Wahl en 14 h 14 min 02 s
  - 2e place : Okalys Youth Project (Décision 35) barré par Arnaud Grange en 14 h 17 min 05 s
  - 3e place : Ylliam Comptoir Immobilier (Décision 35) skippé par Bertrand Demole en 14 h 18 min 35 s

### 2019
- 81e édition du 14 au 16 juin
  - Vainqueur : Ladycat powered by Spindrift Racing (M1) barré par Yann Guichard en 10 h 36 min 21 s
  - 2e place : Ylliam Comptoir Immobilier (Décision 35) barré par Bertrand Demole en 10 h 39 min 38
  - 3e place : Alinghi 1 (Décision 35) barré par Ernesto Bertarelli en 10 h 42 min 35

### 2020
- 82e édition devant avoir lieu du 12 au 14 juin mais annulée en raison de la pandémie de Covid-19 en Suisse.

### 2021
- 82e édition
  - Vainqueur : Demole (TF35) barré par Bertrand Demole en 12 h 49 min 27 s
  - 2e place : Zen Too (TF35) barré par Fred le Peutrec en 12 h 49 min 46 s
  - 3e place : Artexplora (TF35) barré par Loïck Peyron en 12 h 49 min 52 s

### 2022
- 83e édition du 10 au 12 juin (438 voiliers)[8].
  - Vainqueur : W-Team (Décision 35) barré par Christian Wahl en 12 h 24 min 16 s
  - 2e place : Artexplora (TF35) barré par Loïck Peyron en 14 h 21 min 24 s
  - 3e place : Okalys Youth Project (Décision 35) barré par Arnaud Grange en 15 h 11 min 22 s

### 2023
- La 84e édition est programmée du 9 au 11 juin 2023.
  - Vainqueur : W-TEAM (Décision 35) barré par Christian Wahl en 17h14m02s

### 2024
- 85e édition du 15 au 16 juin (398 voiliers)[8].
  - Vainqueur : Sales of Change 9 (TF35) barré par Yann Guichard en 6h 22 min 24 s
  - 2e place : Realteam for Leman Hope (TF35) barré par Esteban Garcia en 6 h 23 min 50 s
  - 3e place : Ylliam 12 Comptoir Immobilier  (TF 35) barré par Bertrand Demole en 6 h 25 min 08 s